# Xenon-135
Xenon-135 of 135Xe is een onstabiele radioactieve isotoop van xenon, een edelgas. De isotoop komt van nature niet op Aarde voor. Xenon-135 is een vervalproduct van de kernsplijting van uranium. De isotoop is het krachtigste neutronenabsorbens, dat ontstaat door radioactief verval van jodium-135.

## Radioactief verval
Xenon-135 vervalt door β−-verval naar de radio-isotoop cesium-135:
{\displaystyle {\ce {{^{135}_{54}Xe}->{^{135}_{55}Cs}+{e^{-}}+{\bar {\nu }}_{e}}}}
De halveringstijd bedraagt ongeveer 9 uur.
109Xe · 110Xe · 111Xe · 112Xe · 113Xe · 114Xe · 115Xe · 116Xe · 117Xe · 118Xe · 119Xe · 120Xe · 121Xe · 122Xe · 123Xe · 123mXe · 124Xe · 125Xe · 125m1Xe · 125m2Xe · 126Xe · 127Xe · 127mXe · 128Xe · 129Xe · 129mXe · 130Xe · 131Xe · 131mXe · 132Xe · 132mXe · 133Xe · 133mXe · 134Xe · 134m1Xe · 134m2Xe · 135Xe · 135mXe · 136Xe · 136mXe · 137Xe · 138Xe · 139Xe · 140Xe · 141Xe · 142Xe · 143Xe · 144Xe · 145Xe · 146Xe · 147Xe · 148Xe